# Amenemhat I
 Amenemhat I of Amenemhet I was de eerste farao van de 12e dynastie. Zijn geboortenaam betekent: "Amon is de belangrijkste", zijn troonnaam Sehotep-ib-Re betekent: "Degene die het hart van Re tevreden stelt".

## Biografie
Amenemhat was een generaal van Mentoehotep IV. Hij was niet van koninklijke afkomst en  moest aanvankelijk nog wel een aantal rivalen uit de weg ruimen, zoals  Qakare Ini en Segerseni in Neder-Nubië, sinds de dagen van Mentoehotep II weer deel van het rijk.

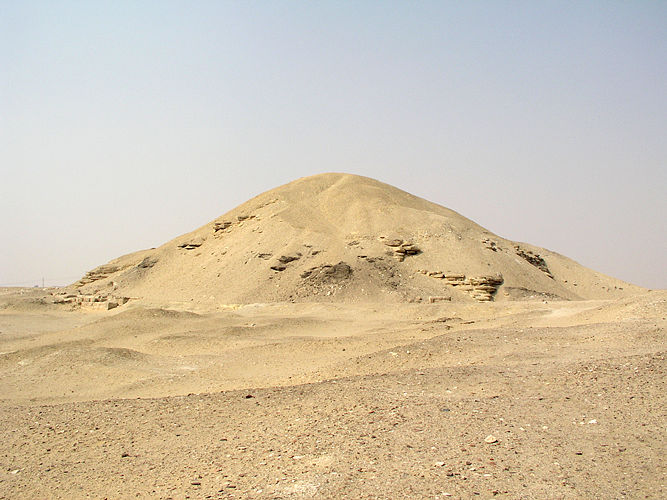
Ruïne van de piramide van Amenemhat I te Lisht

Zoals zijn naam aangeeft was de koning een aanhanger van de cultus van Amon, in plaats van Mentoe en hij deed veel om deze tot nog toe niet erg prominente godheid tot nationale bekendheid te brengen. Hij deed dat door terug te keren naar de theologie van Ioenoe en te verklaren dat Amon (scheppergod) en Ra (zonnegod) eigenlijk twee aspecten van dezelfde godheid, Amon-Ra, waren. Daarmee probeerde hij meer grip te krijgen op het noorden. Hij verplaatste ook de hoofdstad van het zuidelijke Thebe naar een nieuwe plek bij el-Lisht die hij Amenemhat-Itj-Tawy noemde, of kortweg Itjtawy.
Hij hield expedities naar het zuiden, diep Nubië in, en bouwde een fort bij de tweede cataract. Ook de turkooismijnen van de Sinaï werden onder Egyptisch gezag gebracht. Vanaf zijn twintigste regeringsjaar benoemde hij zijn zoon en opvolger Senoeseret I (Sesostris in het Grieks) als co-regent om hem zo op zijn regeringstaak voor te bereiden. Senoeseret was op expeditie voor zijn vader toen hij te horen kreeg dat deze door een samenzwering in de koninklijke harem vermoord was. Deze gebeurtenis zou tot in het Nieuwe Rijk onderwerp van literaire studie blijven als het Verhaal van Sinoehe.

## Galerij

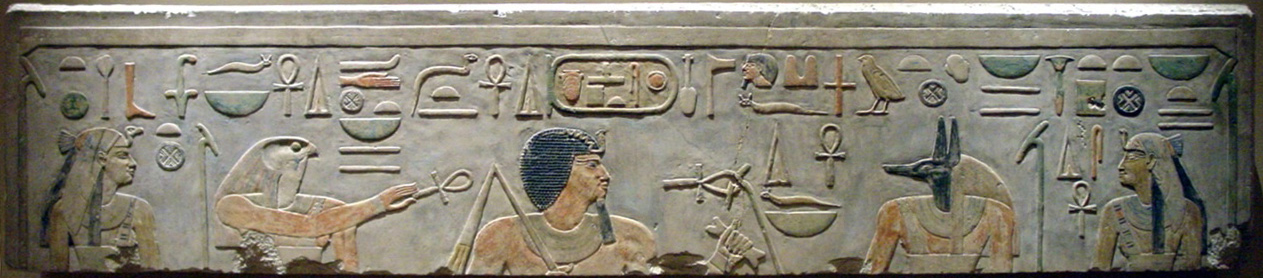
Reliëf van kalksteen en verf van Amenemhat I en goden (ca. 1981-1952 v. Chr.), Metropolitan Museum of Art, vindplaats begrafenis tempel van El-Lisht